# انس سالی
انس سالی (انگلیسی: Enes Sali؛ زادهٔ ۲۳ فوریهٔ ۲۰۰۶) بازیکن فوتبال اهل رومانی است.
از باشگاه‌هایی که در آن بازی کرده‌است می‌توان به باشگاه فوتبال ویتورول کنستانتسا اشاره کرد.
وی همچنین در تیم‌های ملی فوتبال زیر ۱۷ سال رومانی و رومانی بازی کرده‌است.